# إم بي سي أكشن
إم‌ بي‌ سي أكشن (بالإنجليزية: MBC Action) هي قناة  تلفزيونية سعودية تابعة لمجموعة إم بي سي مختصة ببث الأفلام والمسلسلات والبرامج ذات طابع الآكشن والإثارة، انطلقت القناة في 5 مارس 2007 ويضم محتواها الذي يعرض على مدار الساعة أحدث وأضخم إنتاجات هوليوود السينمائية والتلفزيونية، بالإضافة لعروض المصارعة الحرة دبليو دبليو إي المتنوعة ورياضة الفنون القتالية المختلطة.
ابتداءً من 2012، قامت القناة ببث أحدث المسلسلات الأمريكية والبرامج المترجمة. [بحاجة لمصدر]

## برامج القناة
من أبرز البرامج التي عرضتها أو تعرضها القناة:
- الرجل العنكبوت 2003
- باور رينجرز
- تريكي تي في
- زيك ولوثر
- دريك آند جوش
- أبطال ليوكو المتطورون
- باور رينجرز ميغا فورس
- باور رينجرز ساموراي
- باور رينجرز سوبر ساموراي
- آماليا
- اصطدام
- 400 Thunder
- Esports Powered By WIZZO
- فورمولا إي
- فورمولا ون